# Vincent Martella
Vincent Michael Martella (Rochester, 15 ottobre 1992) è un attore e doppiatore statunitense.
Noto principalmente per il ruolo di Greg Wuliger nella serie TV Tutti odiano Chris.

## Biografia
Martella nasce a Rocester New York in una famiglia italoamericana, il padre, Michael Martella, è proprietario di una catena di pizzerie, durante la sua infanzia si trasferisce in Florida. Ha recitato nella serie televisiva Ned - Scuola di sopravvivenza nel ruolo di Scoop e di recente è diventato piuttosto popolare per aver doppiato il personaggio di Phineas Flynn nella serie animata di Disney Channel Phineas e Ferb.

## Filmografia

### Attore

#### Cinema
- Deuce Bigalow - Puttano in saldo (Deuce Bigalow), regia di Mike Bigelow (2005)
- Role Models, regia di David Wain (2008)
- Bait Shop, regia di C.B. Harding (2008)
- McFarland, USA, regia di Niki Caro (2015)

#### Televisione
- Cracking Up – serie TV, episodio 1x11 (2004)
- Ned - Scuola di sopravvivenza (Ned's Declassified School Survival Guide) – serie TV, episodi 1x06-1x07-2x10 (2004-2006)
- Una pupa in libreria (Stacked) – serie TV, episodio 1x01 (2005)
- Tutti odiano Chris (Everybody Hates Chris) – serie TV, 86 episodi (2005-2009)
- Love Bites – serie TV, episodio 1x04 (2011)
- The Middle – serie TV, episodio 3x12 (2012) – non accreditato
- R.L. Stine's The Haunting Hour – serie TV, episodio 3x09 (2012)
- The Mentalist – serie TV, episodio 4x20 (2012)
- The Walking Dead – serie TV, episodi 4x01-4x02-4x16 (2013-2014)

#### Cortometraggi
- Last at Bat, regia di Teddy Saunders (2011)

### Doppiatore
- Phineas e Ferb (Phineas and Ferb) – serie animata, 187 episodi (2007-2015)
- Phineas e Ferb – videogioco (2009)
- Final Fantasy XIII – videogioco (2009)
- Take Two with Phineas and Ferb – serie animata, 20 episodi (2010-2011)
- Batman: Under the Red Hood, regia di Brandon Vietti (2010)
- Phineas e Ferb: Il film - Nella seconda dimensione (Phineas and Ferb the Movie: Across the 2nd Dimension), regia di Dan Povenmire – film TV (2011)
- Final Fantasy XIII-2 – videogioco (2011)
- Disney Infinity – videogioco (2013)
- Lightning Returns: Final Fantasy XIII – videogioco (2014)

## Doppiatori italiani
Nelle versioni in italiano dei suoi film, Vincent Martella è stato doppiato da:
- Manuel Meli in Tutti odiano Chris
- Mattia Nissolino in The Walking Dead

Da doppiatore è sostituito da:
- Manuel Meli in Phineas e Ferb